# 索拉娅·萨恩斯·德圣玛丽亚
玛丽亚·索拉娅·萨恩斯·德圣玛丽亚·安东（西班牙語：María Soraya Sáenz de Santamaría Antón；1971年6月10日—），西班牙人民党前政治人物，上任西班牙副首相。在退出政界前，她被視為西班牙民主化後最具影響力的女人。

## 早年经历
1971年6月10日出生于西班牙中部城市巴利亚多利德。大学就读于巴利亚多利德大学法律专业，并获得执业学位，成為律師。曾在2002年至2003年间担任马德里卡洛斯三世大学行政法教师，有电信学硕士学位。

## 政治生涯
萨恩斯·德圣玛丽亚於2000年加入拉霍伊团队，拉霍伊当时还是阿斯纳尔内阁的内政大臣。
她於2004年進入眾議院，后来深得拉霍伊的赏识，開始在党内担任重要职位。2008年，她被拉霍伊任命为人民党在西班牙众议院议会发言人。
2011年12月22日，马里亚诺·拉霍伊新政府宣誓就职，她從牙众议院议会发言人改任西班牙副首相、首相府大臣和政府首席发言人。

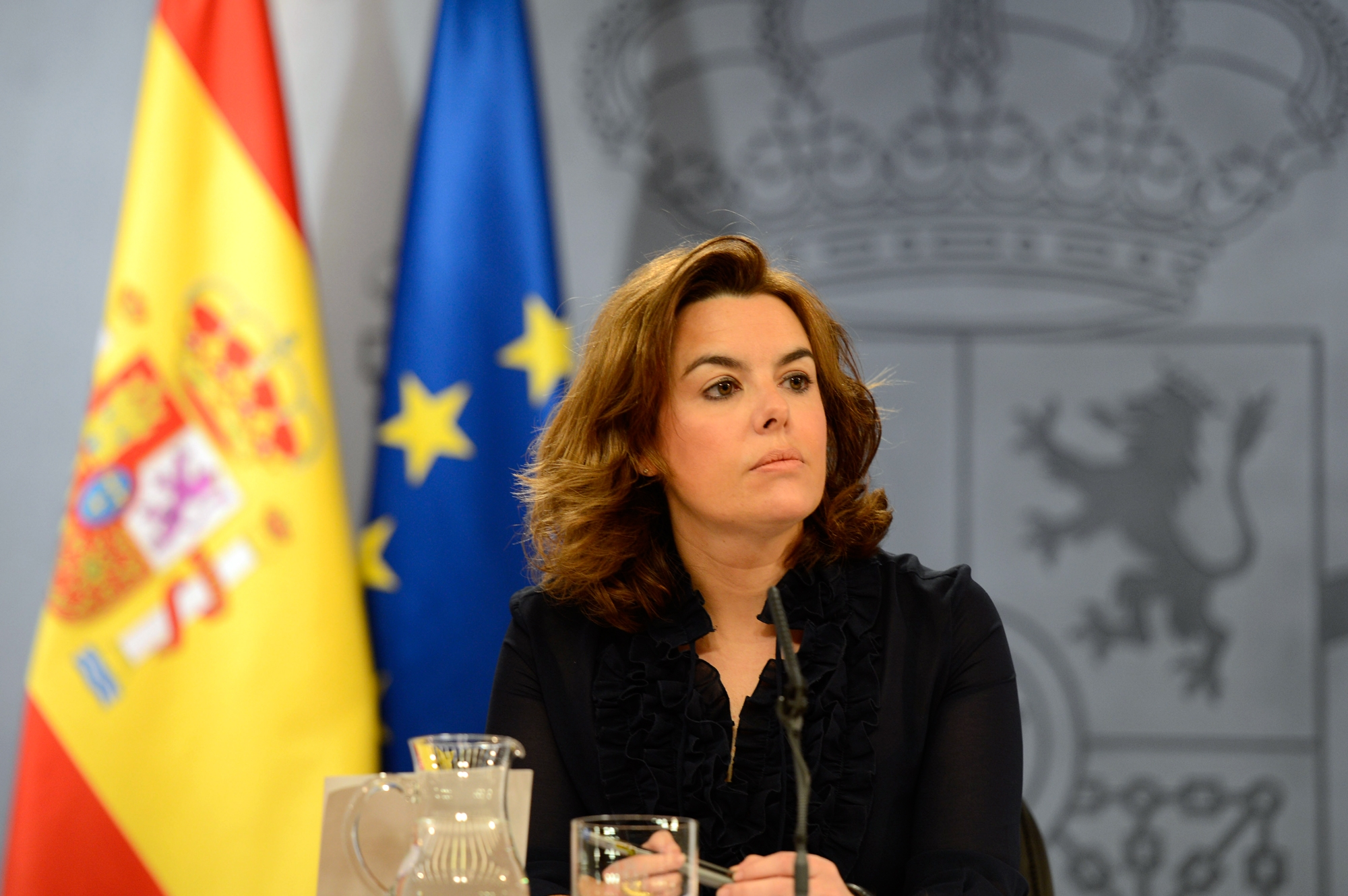
萨恩斯·德圣玛丽亚於2012年5月內閣會議後的記者會

2016年11月3日，她從政府首席发言人改任領土行政大臣。
2017年10月，在加泰羅尼亞獨立宣言发表后，中央政府收回暫免加泰羅尼亞自治權。她於是被賦予監督加泰隆尼亞議會的職務，并担任临时政府主席。
2018年5月25日，西班牙工人社会党总书记佩德罗·桑切斯对拉霍伊政府提出的不信任案獲通過，拉霍伊随后辞职，她也隨之卸任副揆以及其餘內閣職務。但她同時成为人民党主席的热门人选之一。在预选投票中，她以微弱优势赢得对手巴勃羅·卡薩多。但在21日举行的第19届全国代表大会竞选投票中，卡萨多从共计2973张选票中赢得1701张（57.2%），以多于萨恩斯·德圣玛丽亚451张的优势，当选人民党主席。
2018年9月10日，她公开宣布退出政坛，不再参与政治活动。
同年10月，她被政府提名為國務委員，於11月8日履新。